# Ityocephala
Ityocephala is een geslacht van rechtvleugeligen uit de familie sabelsprinkhanen (Tettigoniidae). De wetenschappelijke naam van dit geslacht is voor het eerst geldig gepubliceerd in 1892 door Redtenbacher.

## Soorten
Het geslacht Ityocephala omvat de volgende soorten:
- Ityocephala francoisi Bolívar, 1903
- Ityocephala nigrostrigata Walker, 1871